# Kamienica Pod Srebrnym Hełmem we Wrocławiu
Kamienica „Pod Srebrnym Hełmem” – barokowa kamienica, znajdująca się przy ulicy Kuźniczej 12 we Wrocławiu, będąca jednym z najcenniejszych obiektów barokowych w mieście. 

## Historia kamienicy
Kamienica została gruntownie przebudowana około 1700 roku lub w latach 80. XVII wieku. Jej projektantem mógł być prawdopodobnie któryś z włoskich architektów, na co wskazuje bogactwo i wysoki poziom dekoracji sztukatorskiej. Tego typu ozdoby można było znaleźć na fasadach dawnego pałacu Kospothów przy ulicy Wita Stwosza 35 i pałacu książąt oleśnickich przy Wita Stwosza 32 oraz na fasadzie domu księżnej Anny Sophii Württemberg. Według Wojciecha Brzezowskiego fundatorem przebudowy kamienicy był ówczesny jej właściciel, arystokrata, Martin Maximilian von Knobelsdorf. Jego pochodzenie tłumaczy wprowadzone wzory na fasadzie (motywy panopliowe) oraz hełm (od którego kamienica wzięła nazwę), będący prawdopodobnie klejnotem niezachowanego kartusza herbowego.     
W XIX wieku jej wnętrza zostały poważnie przebudowane.  

## Opis architektoniczny
Kamienica została wzniesiona jako czterokondygnacyjny budynek z dwukondygnacyjnym szczytem, założony na planie prostokąta, o dwutraktowym układzie rzutu. Jego fasada podzielona jest na cztery osie, a te podzielone wydatnymi gzymsami międzykondygnacyjnymi oraz silnie wyładowanym gzymsem okapowym. Między oknami znajdują się bogate elementy sztukaterii ozdobnej: na drugiej kondygnacji znajduje się dekoracja utworzona z panopliów, a na trzeciej i czwartej z pęków kwiatowo-owocowych. Cztery identyczne girlandy znajdujące się pomiędzy oknami na trzeciej kondygnacji pochodzą z XIX wieku. Wcześniejsza sztukateria XVII-wieczna była prawdopodobnie podobna, ale wykonana była odręcznie i girlandy różniły się od siebie. Prostokątne otwory okienne ujęte zostały w kamienne opaski uszakowe, na drugiej i trzeciej kondygnacji, zwieńczone są naczółkami ma przemian trójkątnymi i odcinkowymi. 
Część szczytowa zaznaczona jest trzema pilastrami wielkiego porządku, a na ich zwieńczeniach znajduje się rozerwany naczółek z umieszczonym pośrodku antykizującym popiersiem i otoczony parą wolut, pokrytymi roślinną dekoracją spływami i małych obelisków. Nad dwoma oknami znajduje się para oculusów. Fasada pierwotnie pokryta była jasnozielonym kolorem – ściany i elementy sztukatorskie, oraz czerwonym – tło detali u pola naczółków. Detale kamienne również były polichromowane.   

## Po 1945
W 1945 roku, w wyniku działań wojennych, wnętrze kamienicy zostało mocno zniszczone, na piętrze w trakcie frontowym zachowały się stropy z dekoracją sztukatorską o motywach roślinnych. W latach 1968–1972, 1969–1973, lub 1968–1972 została odbudowana według projektu Anny Guerquin dla Stowarzyszenia PAX. Odbudowa obejmowała jedynie odrestaurowanie fasady, ale nie obejmowała odtworzenia wnętrz; oryginalne godło domu, kamienna rzeźba hełmu, zostało przeniesione do zbiorów Muzeum Miejskiego w Ratuszu.